# جيسوس غارسيا
جيسوس غارسيا (بالإسبانية: Jesús García Sanjuán) (22 أغسطس 1971 سرقسطة إسبانيا - ) هو لاعب كرة قدم إسباني يلعب كلاعب وسط.

## روابط خارجية
- جيسوس غارسيا على موقع الاتحاد الأوربي (الإنجليزية)
- جيسوس غارسيا على موقع قاعدة بيانات كرة القدم.إي يو (الإنجليزية)
- جيسوس غارسيا على موقع Soccerbase.com (لاعب) (الإنجليزية)